# Fascia (anatómia)

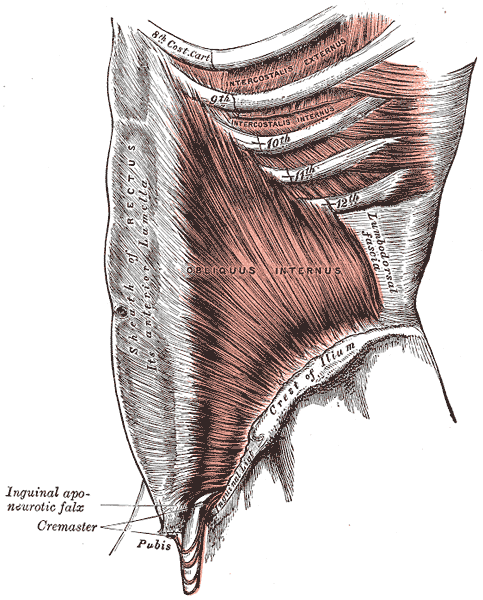
A rectus hüvely (kiterjedt függőleges, sötétebb szürke bal oldalon), egy példa a fasciára

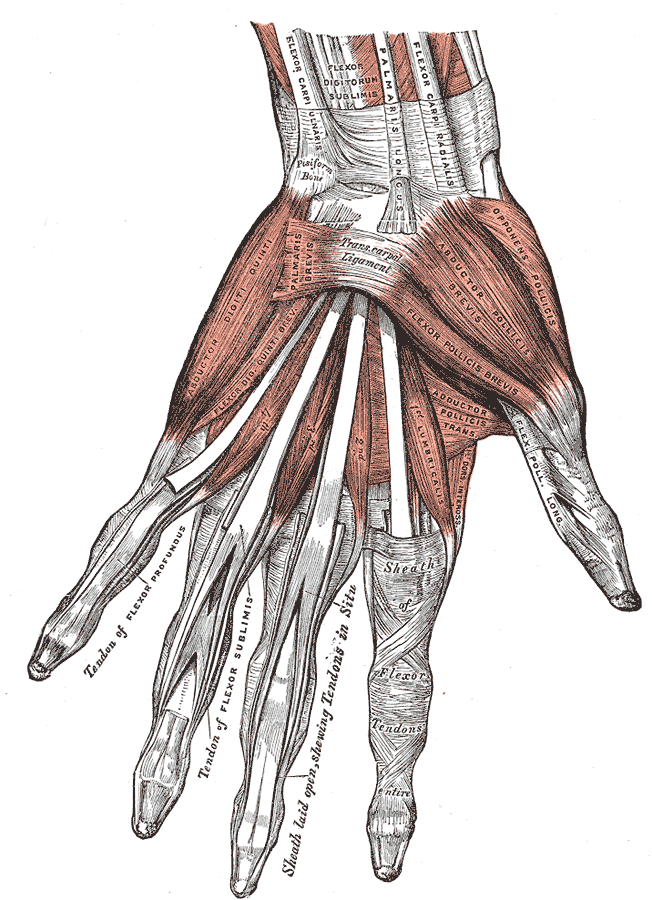
Fascialis szerkezetek a kézen

A fascia a makroszkopikus membrános testszerkezetek általános kifejezése. A fasciák felületes, zsigeri vagy mély besorolásúak, és anatómiai elhelyezkedésük szerint tovább különböztetik meg.

## Funkció
A fasciákat hagyományosan passzív struktúráknak tekintették, amelyek az izomtevékenységek vagy külső erők által generált mechanikai feszültséget továbbítják a testben. Az izom fasciák fontos funkciója az izomerő súrlódásának csökkentése. Ennek során a fasciák megtámasztó és mozgatható burkolatot biztosítanak az idegeknek és az ereknek, miközben áthaladnak az izmokon és azok között.
A fasciális szöveteket gyakran szenzoros idegvégződések beidegzik. Ide tartoznak a myelinizált és nem myelinizált idegek. A kutatások azt mutatják, hogy a fascia proprioceptív (az a képesség, hogy meghatározza a test saját magához viszonyított orientációját), valamint interoceptív (a testen belüli érzések, például a szívverés) képességekkel rendelkezik.
A fasciális szövetek – különösen a tendinális vagy aponeurotikus tulajdonságokkal rendelkezők – szintén képesek rugalmas potenciális energia tárolására és felszabadítására.